# (36181) 1999 TT10
1999 تي تي 10 (ويعرف أيضًا باسم (36181) 1999 تي تي 10 وفق تسمية الكوكب الصغير) (بالإنجليزية: 1999 TT10)‏ هو كويكب ضمن حزام الكويكبات؛ وترتيبه 36181 من حيث الاكتشاف.
اكتُشف هذا الجُرم الفلكي بواسطة كورادو كورليفيتش في 8 أكتوبر 1999.

## وصلات خارجية
- (36181) 1999 TT10 في قاعدة بيانات مختبر الدفع النفاث لأجرام النظام الشمسي الصغيرة

- الاكتشاف · مخطط المدار ·  العناصر المدارية · المعلمات المادية

- (36181) 1999 TT10 على موقع ويكي سكاي: DSS2, SDSS, GALEX, IRAS, Hydrogen α, X-Ray, Astrophoto, Sky Map, Articles and images